# Thomas Lacey

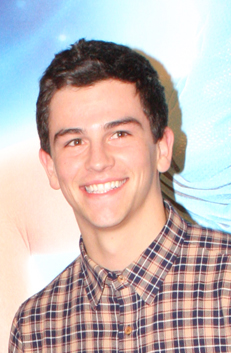
Thomas Lacey (2012)

Thomas Lacey ist ein australischer Schauspieler.
In der Fernsehserie Blue Heelers hatte er 2005 einen Auftritt in der Rolle des Billy Smith. 2012 wirkte er an der Serie Winners & Losers in der Rolle des Ollie Masters mit. In der Fernsehserie Dance Academy – Tanz deinen Traum! hat er seit der zweiten Staffel eine Hauptrolle als Ben (Benjamin) Tickle.

## Filmografie
- 2005: Blue Heelers (Episode 12x31)
- 2010–2013: Dance Academy – Tanz deinen Traum! (Dance Academy, 39 Episoden)
- 2012: Winners & Losers (6 Episoden)
- 2017: Dance Academy – Das Comeback (Dance Academy: The Movie)